# Vitamine D4
La vitamine D4, également appelée 22-dihydroergocalciférol, est l'une des formes de la vitamine D. Elle se retrouve dans certains champignons (Agaric, morille, chanterelle).